# 近軸近似
幾何光学において、近軸近似とは（レンズなどの）光学系の光線追跡をおこなう際の近似の一種である。
近軸光線とは、光学系の光軸に対してなす角θが小さく、かつ、その経路がすべて光軸の近くを通っているような光線である。このとき光線の経路を計算する際に以下のような近似が可能になる。（θの単位はラジアンとする。）
{\displaystyle \sin(\theta )\approx \theta }
{\displaystyle \tan(\theta )\approx \theta }
{\displaystyle \cos(\theta )\approx 1}
近軸近似は一次のオーダーの近似の光線追跡や、ガウスの光学で用いられる。光線行列解析もこの近似を使う手法の一つである。
二次のオーダーの近似も、近軸近似と呼ばれることがある。上記の近似式で sin θ と tan θ に関しては既に θ の二次のオーダーまで正確である。
cos θ に関してはテイラー級数の次の項まで展開する必要があるため、次のようになる。
{\displaystyle \cos(\theta )\approx 1-{\theta ^{2} \over 2}}
角θが10°程度以下ならば近軸近似はかなり正確であるが、それより大きい角度だと不正確となる。
より大きな角度では、光軸を含む平面だけを通るようなメリディオナル光線と、そうでないサジタル光線とを区別して扱う必要がある。